# Trupanea modesta
Trupanea modesta är en tvåvingeart som först beskrevs av Blanchard 1852.  Trupanea modesta ingår i släktet Trupanea och familjen borrflugor. Inga underarter finns listade i Catalogue of Life.